# Церковь Святой Троицы в Язвищах
Церковь Святой Троицы в Язвищах — православный храм в Окуловском районе Новгородской области, расположенный в ныне не существующей деревне Язвищи Боровёнковского сельского поселения. Церковь входит в перечень объектов культурного наследия регионального значения, расположенных на территории Новгородской области (поз. 983).

## История

### Российская империя
До появления в Язвищском (Язвишском, Язвицком) погосте Деревской пятины Троицкой церкви существовали церкви Святого Николая и Михаила Архангела, причём о первой известно с XV века.
В 1776 году на Язвицком погосте была возведена деревянная церковь Святой Троицы взамен обветшавшему храму Михаила Архангела.
29 (17) сентября 1887 года приходскому попечительству Язвищской церкви было разрешено распоряжением Епархиального начальства возвести на погосте новую каменную церковь на приходские и попечительские средства. Храм был возведён в 1891 году. Освящение происходило в торжественной обстановке при большом стечении народа.

### СССР
Последним священником в Троицкой церкви до закрытия её в 20-х годах XX века был Яков Петрович Осницкий. До 60-х годов храм находился в хорошем состоянии, хотя и был заброшен. Позднее погост разграбили. Вандалы похитили большинство надгробий с прилегающего кладбища, сдвинули каменные плиты на могилах, поломали ограды. В самом храме были вскрыты полы, склепы. За время советской власти местность опустела, в погосте не осталось жителей. Решением Исполнительного комитета Новгородского областного Совета народных депутатов от 26.12.1977 № 581 Язвищи сняли с регистрации как населённый пункт.

### Российская федерация
Церковь оставалась заброшена до 2011 года, пока не была сформирована волонтёрская группа, занимающаяся сохранением и восстановлением храма. С 2013 года был создан и зарегистрирован «Благотворительный фонд восстановления церкви Святой Живоначальной Троицы с часовней в Язвищах».

Фонд несколько раз подавал заявку на получение президентского гранта для проведения противоаварийных работ, но получали отказ. Финансирование восстановительных работ и разработки проекта осуществлялось за счёт краудфандинговых проектов.
22 июля 2017 года прошла первая за 80 лет Божественная Литургия в храме Святой Троицы. На ней присутствовало около 50 человек, как волонтёров из благотворительного фонда, так и жителей окрестных поселений. Несмотря на это, храм не считается действующим, является казённым имуществом в ведении Новгородской области, передан в «Благотворительный фонд восстановления церкви Святой Живоначальной Троицы с часовней в Язвищах» в безвозмездное пользование на неопределённый срок.